# Aziatische kampioenschappen wielrennen 2024 – Wegwedstrijd mannen elite
De wegwedstrijd voor mannen elite op de Aziatische kampioenschappen wielrennen 2024 werd gehouden op 12 juni. De 73 deelnemers moesten een parcours van 151 kilometer in en rond Almaty afleggen. De Zuid-Koreaan Kim Eu-ro won, voor de Chinees Lü Xianjing en Jevgeni Fjodorov uit Kazachstan.

## Uitslag
| Plaats | Naam                  | Tijd     |
| ------ | --------------------- | -------- |
| Goud   | Kim Eu-ro             | 3u21'46" |
| Zilver | Lü Xianjing           | z.t.     |
| Brons  | Jevgeni Fjodorov      | z.t.     |
| 4      | Nur Aiman Rosli       | z.t.     |
| 5      | Masaki Yamamoto       | z.t.     |
| 6      | Gleb Broessenski      | z.t.     |
| 7      | Sarawut Sirironnachai | z.t.     |
| 8      | Jambaljamts Sainbayar | z.t.     |
| 9      | Jung Woo-ho           | z.t.     |
| 10     | Navuti Liphongyu      | z.t.     |
| 11     | Hasan Seyfollahifard  | z.t.     |
| 12     | Joshua Pascal         | z.t.     |
| 13     | Yukiya Arashiro       | z.t.     |
| 14     | Tegshbayar Batsaikhan | z.t.     |
| 15     | Yuma Koishi           | + 6"     |
| 16     | Igor Tsjzjan          | z.t.     |
| 17     | Joo Dae-yeong         | + 1'33"  |
| 18     | Ma Binyan             | + 2'52"  |
| 19     | Teng Geng             | + 3'06"  |
| 20     | Abdulla Alhammadi     | z.t.     |